# 勒坎托 (佛羅里達州)
勒坎托（英語：Lecanto）是位於美國佛羅里達州西特拉斯縣的一個人口普查指定地區。

## 地理
勒坎托的座標為28°51′00″N 82°29′00″W / 28.85000°N 82.48333°W，而該地最高點為海拔高度14米（即46英尺）。

## 人口
根據2010年美國人口普查的數據，勒坎托的面積為69.78平方千米，當中陸地面積為69.76平方千米，而水域面積為0.02平方千米。當地共有人口5882人，而人口密度為每平方千米84人。